# Lac Semionovskoïe
Le lac Semionovskoïe (en russe : Семёновское озеро, Semionovskoïe ozero) est un lac situé dans les limites de la municipalité de Mourmansk, ville de Russie au-delà du cercle polaire, dans la péninsule de Kola.
Le lac se trouve dans le district de Lénine, au nord de la ville. Son nom provient d'un pêcheur du nom de Semion (c'est-à-dire Simon en russe) Korjov qui vivait autrefois dans la région. Le lac mesure 580 mètres sur 780 mètres, pour une superficie de 19,5 hectares. Sa profondeur moyenne est de 18 mètres. Il est pris par les glaces de novembre à mai. L'épaisseur de la glace peut atteindre un mètre. Le ruisseau de Semionov s'écoule du lac.

## Attractions
Ce lac est très visité par les habitants de la ville, comme lieu récréatif. C'est non loin du lac que se trouvent l'immense statue de 35,5 mètres de hauteur érigée en 1974 comme mémorial aux défenseurs de la région polaire soviétique (surnommée « Aliocha ») pendant la Grande Guerre patriotique, ainsi que des centres récréatifs pour la jeunesse au bord du lac, comme « Laplandia » (Laponie), ou l'aquarium océanique de Mourmansk. L'Association des Morses de Mourmansk (c'est-à-dire des baigneurs en hiver) a son siège ici. Un parc d'attractions a été installé, ainsi qu'une société de louages de barques en été.
Juste contre le lac, se trouve le « Front du Mouton », monument naturel de statut régional. Il est formé de granites de l'Archéen avec des formes érodées asymétriques exceptionnelles.

## Illustrations

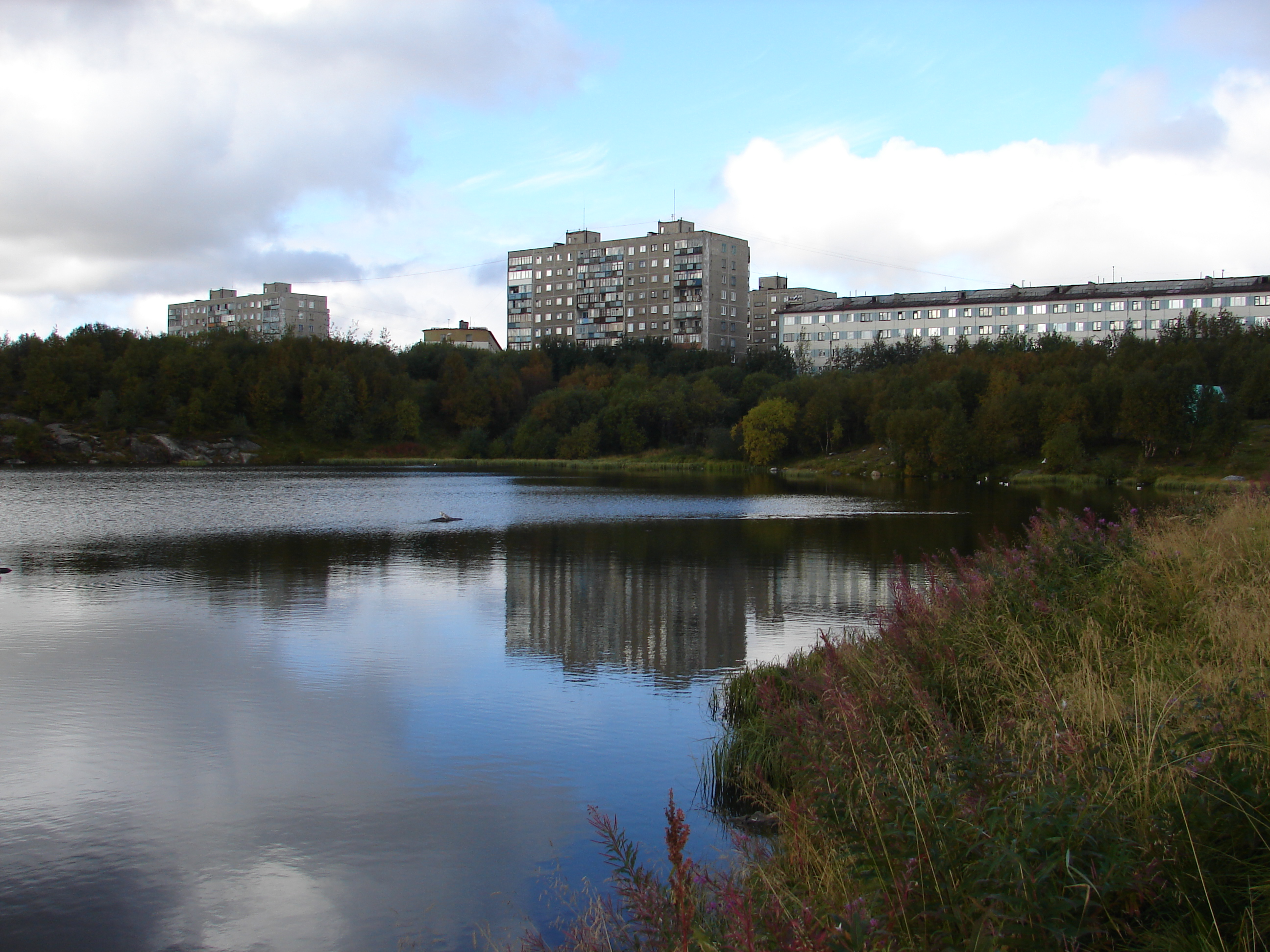
Vue du lac à partir de l'est
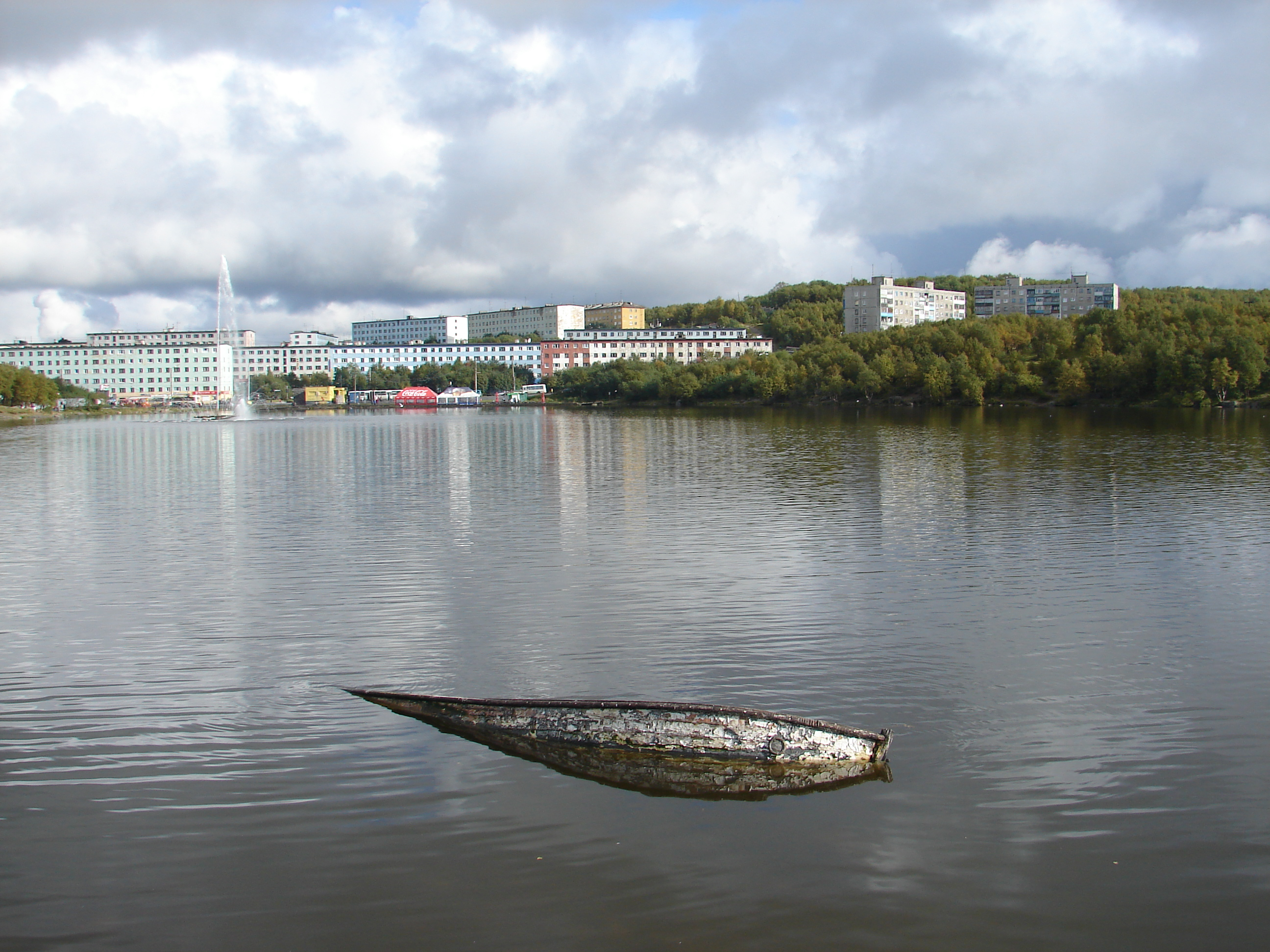
Fontaine sur le lac
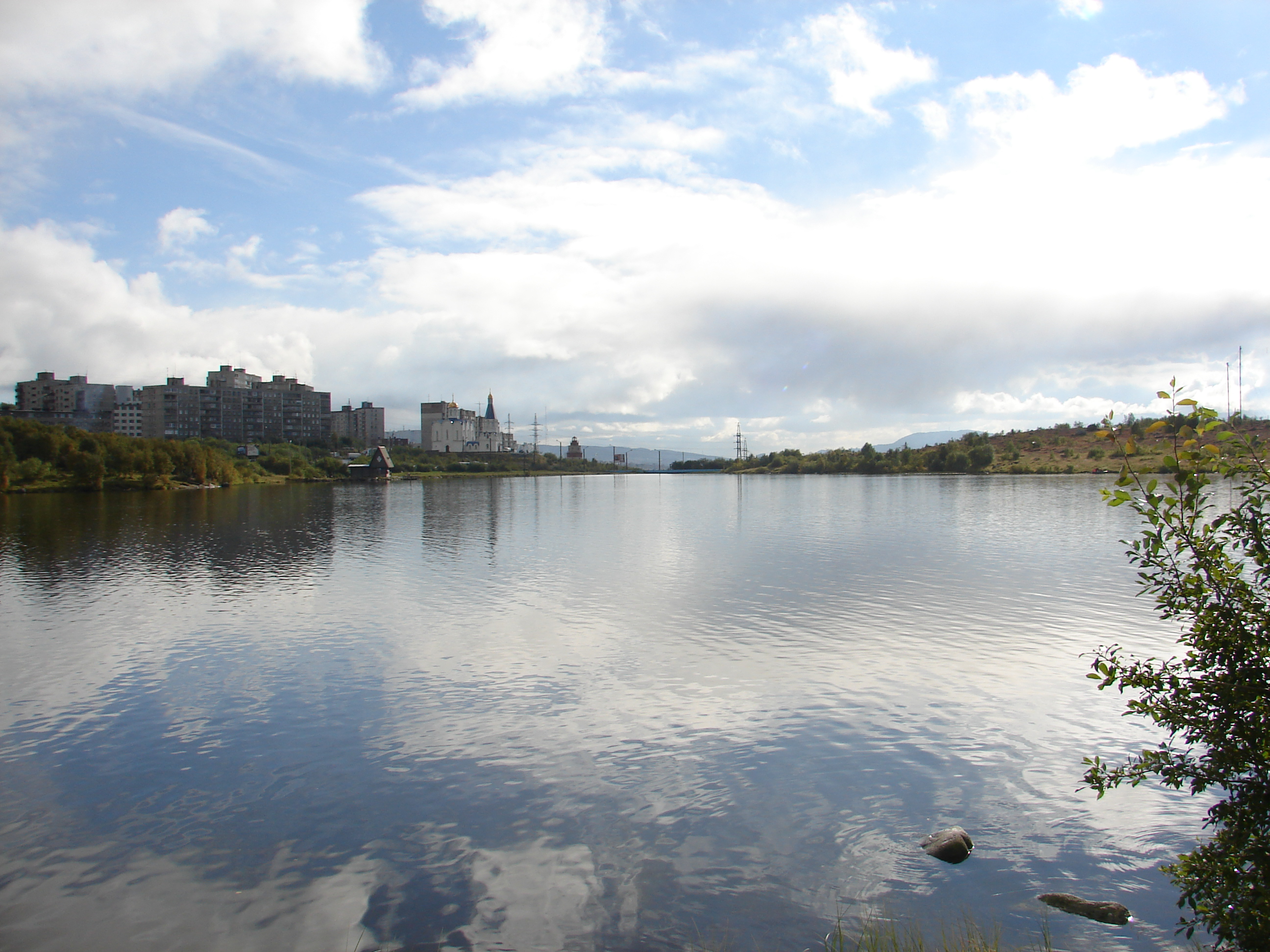
Vue du lac avec au fond l'église du Saint-Sauveur-sur-les-eaux
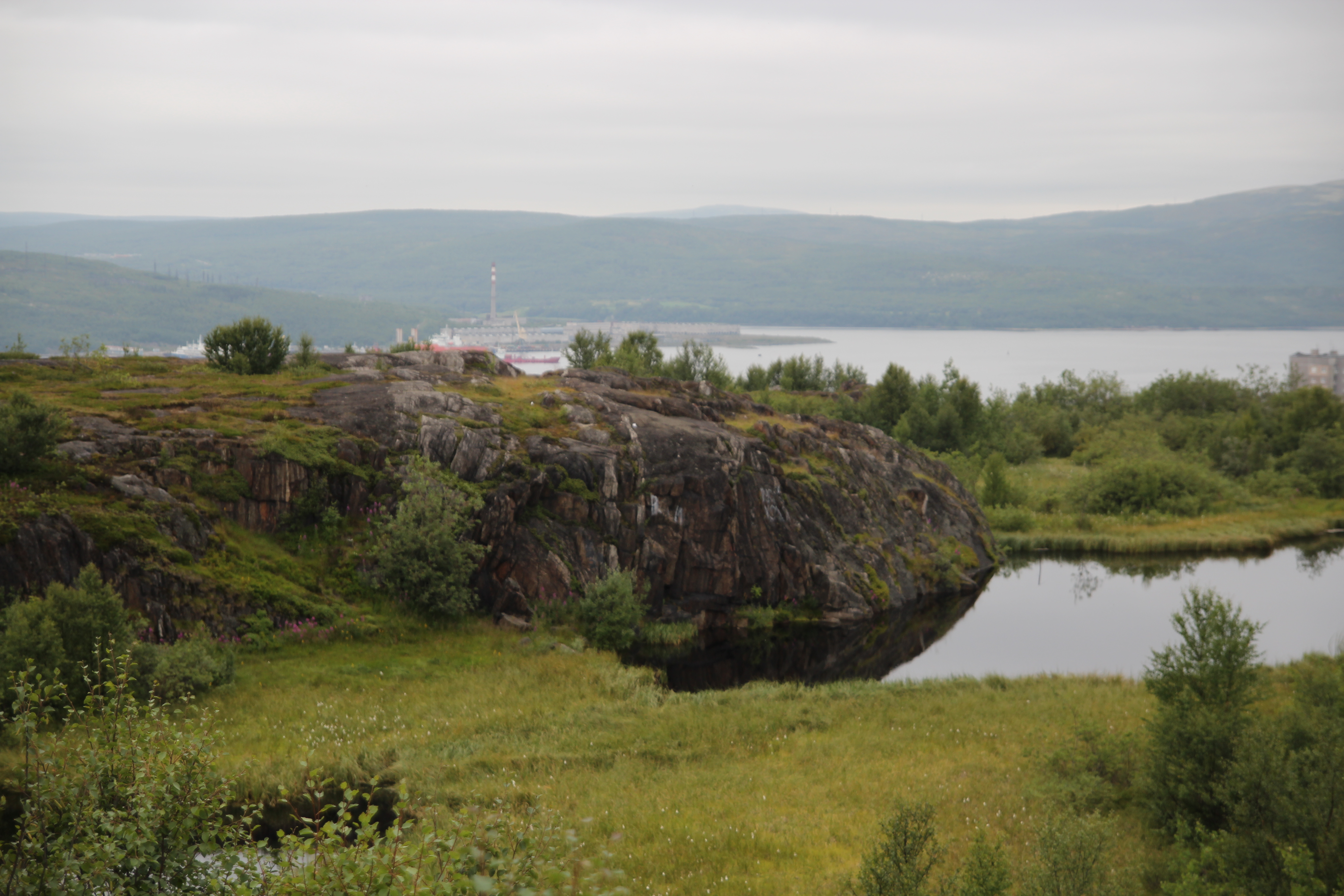
Vue du « Front du Mouton »

## Source
- (ru) Cet article est partiellement ou en totalité issu de l’article de Wikipédia en russe intitulé « Семёновское озеро » (voir la liste des auteurs).